# Association Sportive de Saint-Étienne 1989-1990
Questa voce raccoglie le informazioni riguardanti l'Associaton Sportive de Saint-Étienne nelle competizioni ufficiali della stagione 1989-1990.

## Maglie e sponsor
Lo sponsor tecnico per la stagione 1989-1990 è Puma mentre lo sponsor ufficiale è Casino, presente sia sulla maglia sia sui calzoncini. Le divise introdotte nella stagione 1987-1988 vennero confermate, con il colletto della maglia divenuto bianco.
| Manica sinistra · Maglietta · Maglietta · Manica destra · Pantaloncini · Calzettoni |

## Rosa
| N. |                     | Ruolo | Calciatore             |
| -- | ------------------- | ----- | ---------------------- |
|    | Francia (bandiera)  | P     | Jean-Pascal Beaufreton |
|    | Francia (bandiera)  | P     | Gilbert Ceccarelli     |
|    | Francia (bandiera)  | D     | Éric Clavelloux        |
|    | Francia (bandiera)  | D     | Philippe Cuervo        |
|    | Francia (bandiera)  | D     | Christophe Deguerville |
|    | Francia (bandiera)  | D     | Philippe Durieu        |
|    | Svizzera (bandiera) | D     | Alain Geiger           |
|    | Francia (bandiera)  | D     | Gilles Giuliano        |
|    | Francia (bandiera)  | D     | Thierry Gros           |
|    | Francia (bandiera)  | D     | Jean-Philippe Primard  |
|    | Francia (bandiera)  | D     | Christophe Pignol      |
|    | Francia (bandiera)  | D     | Gérard Placide         |

| N. |                        | Ruolo | Calciatore              |
| -- | ---------------------- | ----- | ----------------------- |
|    | Danimarca (bandiera)   | D     | John Sivebæk            |
|    | Marocco (bandiera)     | C     | Mohamed Chaouch         |
|    | Francia (bandiera)     | C     | Thierry Courault        |
|    | Francia (bandiera)     | C     | Laurent Fournier        |
|    | Francia (bandiera)     | C     | Pierre Haon             |
|    | Francia (bandiera)     | C     | Bernard Mendy           |
|    | Francia (bandiera)     | C     | Nicolas Mermet-Maréchal |
|    | Francia (bandiera)     | C     | Yvon Pouliquen          |
|    | Francia (bandiera)     | A     | Vincent Chicharo        |
|    | Francia (bandiera)     | A     | Étienne Mendy           |
|    | Francia (bandiera)     | A     | Philippe Tibeuf         |
|    | Paesi Bassi (bandiera) | A     | Rob Witschge            |